# Самбірська СЕС
Самбірська — фотоелектрична сонячна електростанція. Розташована у селі Ралівка, Львівської області.
У 2012 році відкрито першу чергу сонячної станції потужністю 1,1 МВт. У травні 2013 року відкрито другу чергу потужністю 2,08 МВт. Загальну потужність станції було заплановано довести до 9,98 МВт у 2013 році.
Під будівництво виділено земельну ділянку площею 22 га. Станція матиме 10 тисяч сонячних панелей. Річне виробництво електроенергії — 8,82 млн кВт·год. В результаті заміщення сонячною генерацією електроенергії в ОЕС України, що виробляється з викопних ресурсів зменшення викидів CO2 сягне 16 тис. тонн. на рік.
Самбірська сонячна станція — спільний проект української компанії «Еко-оптіма» та чеської «ТТС-енерго». Сума інвестицій становить приблизно 1,3-1,5 млн євро за один МВт потужності. На підприємстві працює 9 осіб. Середня заробітна плата становить 6396 гривень. Економічна окупність станції — 6-7 років. Станом на 21 травня 2013 року ТзОВ «Самбірська сонячна станція» вже сплатила до бюджету Самбірського району 89,1 тис. гривень податків.
На початку 2016 року завершується будівництво третьої черги, яка зможе виробляти до 5 млн кВт·год на рік.